# المناسم (المسيمير)

تعديل مصدري - تعديل

المناسم هي إحدى قرى عزلة المسيمير بمديرية المسيمير التابعة لمحافظة لحج، بلغ تعداد سكانها 153 نسمة حسب تعداد اليمن لعام 2004.